# Иммер, Альберт
Альберт Генрих Иммер (нем. Albert Heinrich Immer; 10 августа 1804, Унтерзен — 23 марта 1884, Берн) — швейцарский богослов-реформат. Профессор (в 1852—1853 годах ректор) Бернского университета. Почётный доктор Базельского и Бернского университетов.

## Биография
Родился в семье пастора Иоганна Абрахама Иммера. Работал переплётчиком, с 1834 года изучал богословие в Берне, Берлине и Бонне. С 1839 года (с перерывом на учёбу в Берлине) занимал должность приходского священника в Бургдорфе. В 1845 году женился на Юлии Кинаст — учительнице бернской школы для девочек с 1828 года и председательнице Ассоциации протестанток-евангелисток Берна, и в этом же году получил место священника в Бюрене-на-Аре.
С 1850 года Иммер — экстраординарный профессор догматики и Нового завета в Бернском университете (в 1852—1853 годах ректор, с 1856 по 1881 год полный профессор). Почётный доктор богословия Базельского университета, почётный доктор философии Бернского университета.
Иммер как богослов был сторонником либеральной теологической школы Шлейермахера и Лутца, в рамках которой делается попытка примирить благочестие и свободу познания. Придерживающиеся более традиционных взглядов оппоненты неоднократно обвиняли Иммера и факультет богословия в Бернском университете в целом в гетеродоксии (отклонении от догматов веры).

## Основные произведения
- Hermeneutik des neuen Testaments («Герменевтика Нового Завета», 1873);
- Neutestamentliche Theologie («Теология Нового Завета», 1877).